# Juan Mayor
Juan Mayor este o arie protejată (arie specială de conservare — SAC, sit de importanță comunitară — SCI) din Spania întinsă pe o suprafață de 28,3 ha, integral pe uscat.

## Localizare
Centrul sitului Juan Mayor este situat la coordonatele 28°41′06″N 17°46′58″W / 28.6849°N 17.7828°V.

## Înființare
Situl Juan Mayor a fost declarat sit de importanță comunitară în octombrie 1999 pentru a proteja un număr necunoscut de specii din flora spontană și fauna sălbatică aflate în arealul zonei. Situl a fost protejat și ca arie specială de conservare în ianuarie 2010.

## Biodiversitate
Situată în ecoregiunea , aria protejată conține 6 habitate naturale: Păduri de Olea și Ceratonia, Plantații de palmieri Phoenix, Păduri macaroneziene de dafin (Laurus, Ocotea), Pante stâncoase silicioase cu vegetație casmofită, Păduri endemice cu Juniperus spp., Tufărișuri termo-mediteraneene și de pre-deșert.
La baza desemnării sitului se află un număr nedeclarat de specii protejate.